# Levometorfan

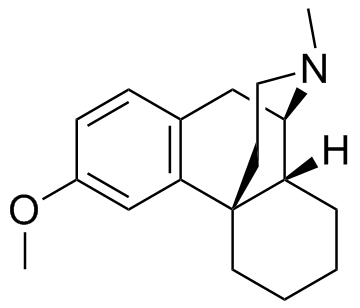
Strukturformel för levometorfan.

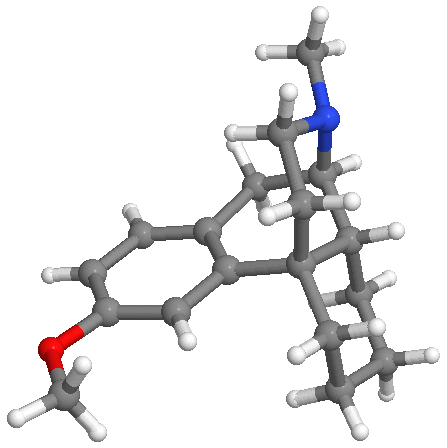
Molekylmodell

Levometorfan, summaformel C18H25NO, är en kemisk förening som tillhör gruppen opioider. Ämnet kan vara vanebildande och är narkotikaklassat. Det används inte som läkemedel i Sverige.
Levometorfan och dextrometorfan är optiska isomerer och förekommer i blandad form i racematet racemetorfan.
Levometorfan, dextrometorfan och racemetorfan är alla narkotikaklassade. Levometorfan och racemetorfan ingår i förteckningen N I i 1961 års allmänna narkotikakonvention, samt i förteckning II i Sverige, medan dextrometorfan enbart ingår i den svenska förteckning V.